# Alacakaya
Alacakaya est une ville et un district de la province d'Elâzığ dans la région de l'Anatolie orientale en Turquie.

## Économie
L'important gisement de chrome de Güleman, découvert en 1915, est exploité à partir de 1936 par la compagnie Etibank. La production est passée de 35 701 tonnes au deuxième trimestre de 1947 à 551 000 tonnes en 2018 et pourrait atteindre 950 000 tonnes en 2019. L'exploitation à ciel ouvert s'arrête après 1950 par épuisement des filons mais elle se poursuit en sous-sol.